# Новый Путь (Удмуртия)
Но́вый Путь — село в Ярском районе Республики Удмуртии Российской Федерации. Входит в состав Зюинского сельского поселения.

## География
Село находится в пределах Красногорской возвышенности, при реке Тымпалка, у административной границы с Кировской областью, на расстоянии 23 км к юго-западу от посёлка Яр, административного центра района.

### Часовой пояс
Село Новый Путь, как и вся Удмуртская Республика, находится в часовой зоне МСК+1. Смещение применяемого времени относительно UTC составляет +4:00.

## История
После революции 1917 года село отошло к Удмуртской автономной области. Указом Верховного Совета Удмуртской АССР от 19 сентября 1939 года село Короли переименовано в Новый Путь.

## Население
| 2010 | 2012 |
| ---- | ---- |
| 18   | →18  |